# Alois Fuchs (Kunsthistoriker)
Alois Johannes Fuchs (* 19. Juni 1877 in Andernach am Rhein; † 25. Juni 1971 in Paderborn) war ein deutscher römisch-katholischer Theologe und Kunsthistoriker.

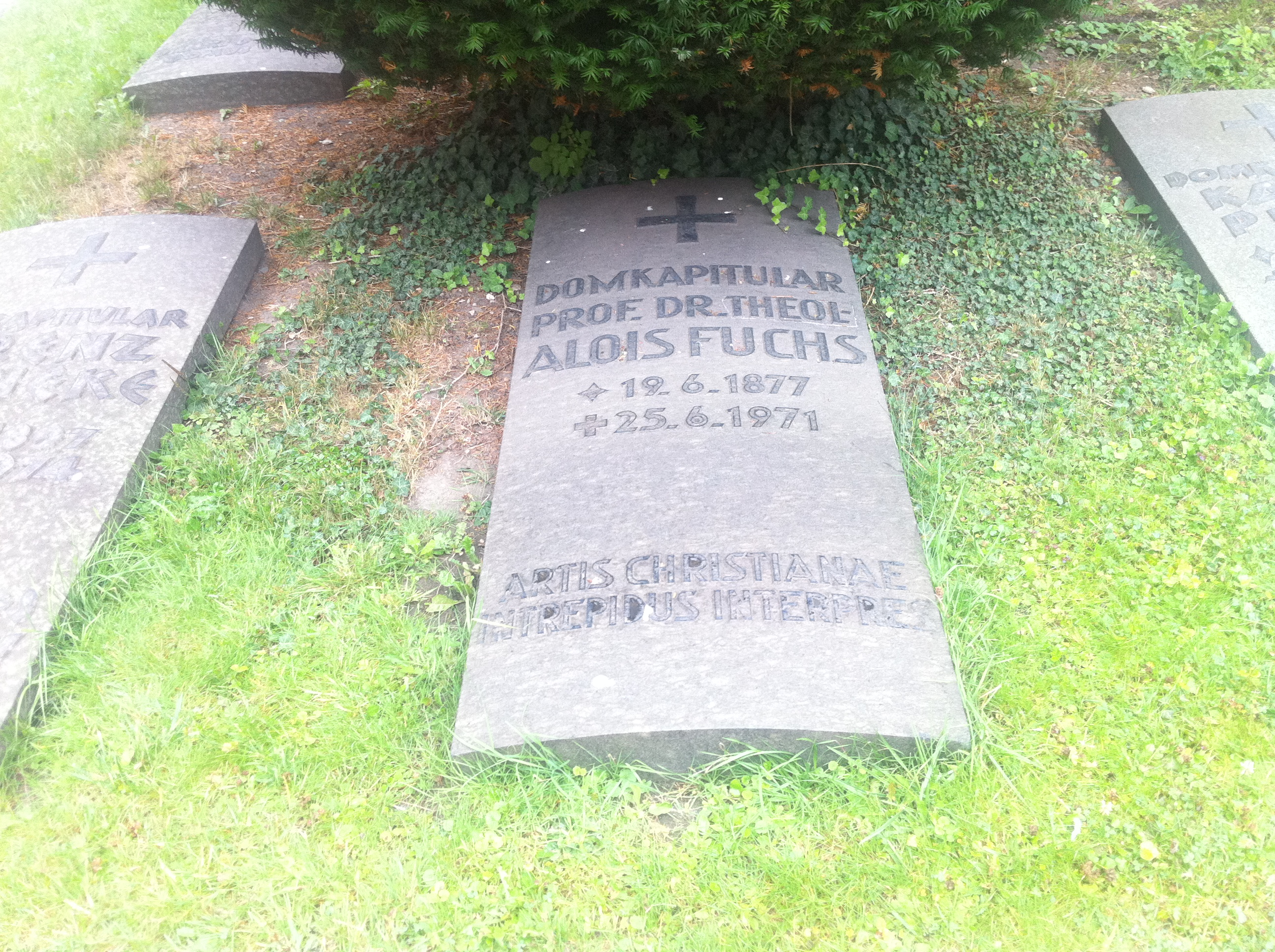
Grab

## Leben
Alois Fuchs stammte ursprünglich aus Andernach. Später zog seine Familie jedoch nach Westfalen, da sein Vater 1888 die Stelle des Administrators des Arminiusbades in Bad Lippspringe angenommen hatte. Fuchs besuchte das Gymnasium Theodorianum in Paderborn und studierte nach dem Abitur, das er 1895 abgelegt hatte, Philosophie und Theologie in Paderborn, Tübingen und Münster. In Tübingen wurde er 1896 Mitglied der katholischen Studentenverbindung AV Guestfalia Tübingen. 1900 erhielt er die Priesterweihe und war zunächst Kaplan in Dortmund, dann Repetent am Leokonvikt in Paderborn und schließlich Subregens am dortigen Priesterseminar. 1907 promovierte Fuchs in Tübingen zum Dr. theol. 1910 wurde er Professor für Apologetik und Geschichte der Philosophie an der philosophisch-theologischen Akademie in Paderborn. Von 1911 an lehrte er auch Kunstgeschichte. 1938 wurde er in das Paderborner Domkapitel gewählt, 1955 zum päpstlichen Hausprälat ernannt. Von 1941 bis 1954 war er Vorsitzender des Vereins für Geschichte und Altertumskunde Westfalens, Abt. Paderborn. Die Philosophische Fakultät der Westfälischen Wilhelms-Universität in Münster verlieh ihm 1947 die Ehrendoktorwürde und noch im selben Jahr ernannte ihn die Stadt Paderborn zum Ehrenbürger. Im Oktober 1948 wurde Fuchs zum ordentlichen Mitglied der Historischen Kommission für Westfalen gewählt. Im Oktober 1959 wurde er außerdem zum Ehrenmitglied der Kommission gewählt.
Fuchs’ eigentlicher Arbeits- und Forschungsschwerpunkt lag im Bereich der Architektur- und Kunstgeschichte. Im Anschluss an seine eigene Arbeit über karolingische Westwerke von 1929 veröffentlichte er postum die einschlägigen Arbeiten von Wilhelm Effmann zu diesem Thema. "In seiner Schrift Im Streit um die Externsteine (1934) legte er gegenüber der phantastischen Inanspruchnahme des Naturdenkmals und der darin geschaffenen Räume als Stätte germanischen Götterkultus deren Bedeutung als christliche Kultstätte dar“, wofür er „zahlreiche Befürworter, aber auch ebensoviel unentwegte Gegner im völkisch orientierten Lager" fand. Darüber hinaus publizierte er wichtige Arbeiten zur Paderborner Kunst- und Kulturgeschichte und legte 1965 mit seinem Buch „Paderborn“ in der Reihe „Westfälische Kunst“ eine reich bebilderte Kunstgeschichte über den Ort seines Wirkens vor. Fuchs war zudem Fachberater des Baudezernats im Paderborner Generalvikariat. Bei der Domrenovierung 1924 bis 1926 war er der entscheidende Berater. Beim Wiederaufbau des im Zweiten Weltkrieg stark beschädigten Domes brachte er seine umfangreichen wissenschaftlichen Erkenntnisse ein.
Alois Fuchs wurde auf dem Domkapitelsfriedhof im Kreuzgang des Paderborner Domes beigesetzt.

## Nachlass
Alois Fuchs’ schriftlicher Nachlass befindet sich heute unter anderem im Deutschen Kunstarchiv im Germanischen Nationalmuseum in Nürnberg.

## Ehrungen
Im Jahre 2014 wurde der Alois-Fuchs-Weg in Paderborn nach ihm benannt.

## Schriften
- 1907: Textkritische Untersuchungen zum hebräischen Ekklesiastikus. Das Plus des hebräischen Textes des Ekklesiastikus gegenüber der griechischen Übersetzung (= Biblische Studien, Bd. 12, Heft 5), Freiburg im Breisgau
- 1914: Der Paderborner Domschatz, Paderborn
- 1916: Die Tragaltäre des Rogerus in Paderborn. Beiträge zur Rogerusfrage, Paderborn
- 1924: Die Bestimmungen der Paderborner Diözesan-Synode 1922 über die Pflege der kirchlichen Kunst, Paderborn
- 1925: Die Jesuitenkirche in Büren (= Die Kunst im alten Hochstift Paderborn, Bd. 1), Paderborn
- 1929: Die Königshalle des Klosters Lorsch (= Jahresgabe der Gesellschaft von Freunden und Förderern der Bischöfl. philos.-theol. Akademie Paderborn), Paderborn [mit einem Nachtrag wiederabgedruckt in: Die karolingischen Westwerke und andere Fragen der karolingischen Baukunst, Paderborn 1929, S. 73–90]
- 1929: Die karolingischen Westwerke und andere Fragen der karolingischen Baukunst, Paderborn (= Verzeichnis der Vorlesungen der Bischöfl. Philos.-Theologisch. Akademie zu Paderborn, Wintersemester 1929/30, Paderborn 1929, 5-100)
- 1930: Eine Stunde im Paderborner Dom, Paderborn (1931, 1932, 1933, fortgesetzt unter dem Titel: Führer durch den Paderborner Dom, Paderborn 1933, 1936, 1938, 1940, 1949, 1950, 1951)
- 1934: Im Streit um die Externsteine. Ihre Bedeutung als christliche Kultstätte, Paderborn
- 1934: Führer durch die Busdorfkirche, Paderborn
- 1936: Der Dom zu Paderborn, Paderborn 1936
- 1936: Stadt und Kreis Paderborn (= Kunstführer des Westfälischen Heimatbundes, Bd. 7), Bielefeld
- 1936: Führer durch die Universitäts- und Marktkirche, Paderborn
- 1941: Die Paderborner Bildhauerin Gertrud Gröninger. In: Westfalen. Hefte für Geschichte, Kunst und Volkskunde 26 (1941), S. 195–205; dgl. 37 (1959), S. 241–251; 40 (1962), S. 342–344.
- 1949: Aufgaben und Organisation des Westfälischen Heimatbundes, Paderborn
- 1950: Entstehung und Zweckbestimmung der Westwerke. In: Westfälische Zeitschrift 100, 1950, S. 227–291.
- 1956: Dom zu Paderborn, Paderborn (weitere Auflagen: 1957, 1958, 1959, 1960, 1961, 1962, 1963, 1964, 1966)
- 1956: Die Wallfahrtskapelle Le Corbusiers in Ronchamp kritisch beurteilt. In: Verzeichnis der Vorlesungen, die an der Erzbischöflichen Philosophisch-Theologischen Akademie zu Paderborn im Wintersemester 1956/57 gehalten werden, Paderborn, S. 5–38
- 1957: Zum Problem des Westwerks. In: Friedrich Gerke et al. (Hrsg.): Karolingische und ottonische Kunst. Werden, Wesen, Wirkung. (Forschungen zur Kunstgeschichte und Christlichen Archäologie, Bd. 3) Wiesbaden 1957, S. 109–117.
- 1965: Die zwölfte Station des Kreuzweges im Feierhof der Kirche Maria Regina Martyrum in Berlin, Wien
- 1965: Paderborn (Westfälische Kunst), München/Berlin (1976 erschien eine zweite, erweiterte und von Karl Josef Schmitz bearbeitete Auflage)
- 1965: Das Westwerk in Corvey – keine Kaiserkirche? In: Westfalen. Hefte für Geschichte, Kunst und Volkskunde 43, 1965, S. 153–160.
- 1967: Ist das noch sakrale Kunst? Test und Umfrage über die zwölfte Station des Kreuzweges von Otto Hajek im Feierhof der Kirche Maria Regina Martyrum in Berlin, Zürich